# Abiego
Abiego – gmina w Hiszpanii, w prowincji Huesca, w Aragonii, o powierzchni 38,19 km². W 2011 roku gmina liczyła 277 mieszkańców.